# Велан, Юлиус Эдуард
Юлиус Эдуард Ве́лан (в.-луж. Julius Eduard Wjelan, нем. Julius Eduard Wehlan; 1817 год, деревня Слепо, Лужица, Саксония — 7 апреля 1892 года, Слепо, королевство Саксония) — лютеранский священник, серболужицкий художник, писатель и переводчик.

## Биография
Родился в 1817 году в серболужицкой деревне Слепо в семье лютеранского пастора Яна Велана, который служил в этой деревне с 1810 года по 1852 год. Обучался с 1831 года в гимназии в Будишине, которую окончил в 1836 году вместе со своим другом Яном Смолером. Изучал теологию в Бреслау. Через некоторое время перевёлся в Берлинский университет, чтобы изучать там восточные языки. В июне 1841 года возвратился на теологический факультет университета Бреслау. Будучи студентом в Бреслау, совершил путешествие в Сербию. С 1842 года по 1850 год работал учителем в Кракове. В 1847 году вступил в серболужицкую культурно-просветительскую организацию «Матица сербская». В 1850 году возвратился в родную деревню, где проходил кандидатскую практику на священническое служение под руководством своего отца. В 1850/1851 годах опубликовал цикл из 32 сатирических литографий под названием «Knjez Wjesela na swojim kuble abo radosć wonkowneho žiwjenja» на страницах газеты «Tydźenska Nowina» и журнала «Łužičan», а также цикл под названием «Hans Depla a Mots Tunka» в газете «Serbske Nowiny».
В 1850 году был рукоположен в священника. В период с 1851 года после смерти отца в 1852 году получил его должность настоятеля в лютеранском приходе родной деревни, где прослужил до своей кончины в 1892 году. Его преемником на должность настоятеля был назначен Матей Гандрик. 
Публиковал свои произведения в серболужицкой газете «Serbske Nowiny», литературных журналах «Łužičan», «Łužica» и «Zernička». В 1869 году опубликовал в научном журнале «Časopis Maćicy Serbskeje» статью «Namjezno-Mužakowska wotnožka serbšćiny» и в 1876 году — балладу под названием «Mortwy doł», в которой выступал против политики германизации, проводимой властями Пруссии. Перевёл на верхнелужицкий язык народные песни южных славян.
Последние годы своей жизни сильно болел. Скончался 7 апреля 1892 года и был похоронен 11 апреля на кладбище в деревне Члепо.

## Сочинения
- Južnoserbske narodne pěsnje, Časopis Maćicy Serbskeje, 1848
- Serbske pismička, 1863.
- Wulět do Belgrada, Łužičan, 1868
- Moja lubosć. (Khĕrluš: Kak derje je mi, mój Jezuso, při tebi. Wot Wjelana pĕsnjeny, z notami lithografowany a fararjej Imišej poswjećeny), 1869.
- Evangelska wyschscha zyrkwina rada k woßadam, 1875.
- Konfirmaciske wopisma a dopomnjenki ze wšelakimi serbskimi špruchami z módrymi kromkami. 1878.
- Z hole. Kulturno-historiski wobraz, Łužica 2 (1883), str. 12-13;
- Lěkarstwo sa duschu we khoroscźi, 1886
- Spěwajomne psalmy abo metriski přełožk 150 psalmow, Slepo, 1891

Переводы
- Samuel Dambrowski, Lěkarjenje za dušu w chorosći, Budyšin 1886;
- Jan Kochanowski, Psalterz Dawida.